# Guandu

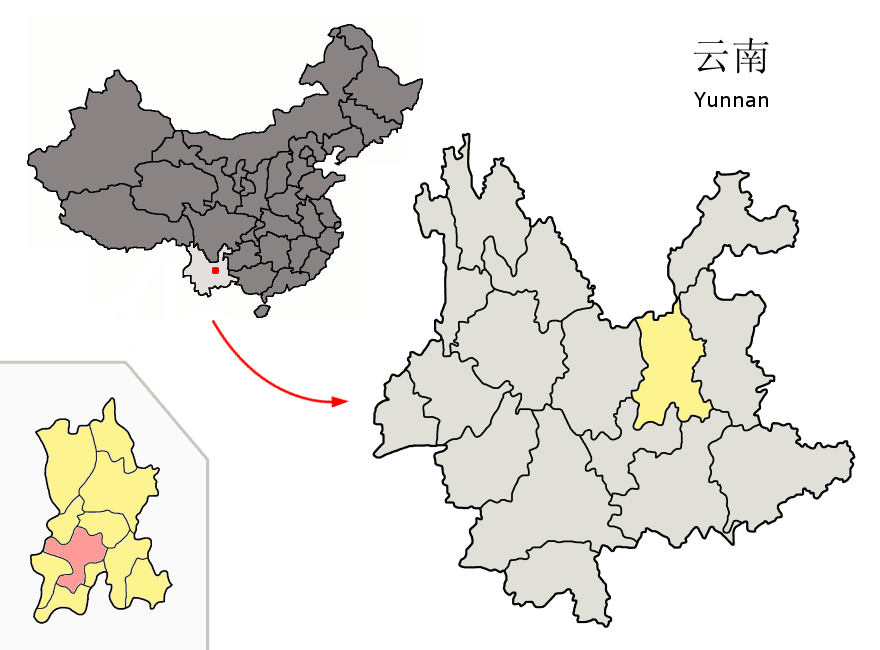
Lage des Gebiets der vier zusammenhängenden Stadtbezirke von Kunming (rosa) auf dem Gebiet der bezirksfreien Stadt Kunming (gelb)

Guandu (chinesisch 官渡区, Pinyin Guāndù Qū) ist ein Stadtbezirk der bezirksfreien Stadt Kunming, der Hauptstadt der chinesischen Provinz Yunnan. Er hat eine Fläche von 637,1 km² und zählt 1.602.279 Einwohner (Stand: Zensus 2020).

## Administrative Gliederung
Auf Gemeindeebene setzt sich Guandu aus zehn Straßenvierteln und einer Erschließungszone zusammen. Diese sind:
- Straßenviertel Ala (阿拉街道);
- Straßenviertel Dabanqiao (大板桥街道);
- Straßenviertel Guandu (官渡街道);
- Straßenviertel Guanshang (关上街道);
- Straßenviertel Jinma (金马街道);
- Straßenviertel Liujia (六甲街道);
- Straßenviertel Taihe (太和街道);
- Straßenviertel Wujing (吴井街道);
- Straßenviertel Xiaobanqiao (小板桥街道);
- Straßenviertel Yiliu (矣六街道);
- Wirtschaftlich-Technische Erschließungszone Kunming (昆明经济技术开发区).